# Феурей (Нямц)
Феурей (рум. Făurei) — село у повіті Нямц в Румунії. Адміністративний центр комуни Феурей.
Село розташоване на відстані 278 км на північ від Бухареста, 26 км на схід від П'ятра-Нямца, 72 км на захід від Ясс.

## Населення
За даними перепису населення 2002 року у селі проживали 663 особи, з них 662 особи (99,8%) румунів. Рідною мовою 660 осіб (99,5%) назвали румунську.